# Machine Messiah
Machine Messiah je čtrnácté studiové album brazilské thrashmetalové hudební skupiny Sepultura, které vyšlo 13. ledna 2017 u vydavatelství Nuclear Blast.

## O albu
Čtrnáctá studiová deska Sepultury byla inspirována tématem "robotizace naší společnosti". Podle kytaristy Andrease Kissera je konceptem "božský stroj, který stvořil lidstvo a tento cyklus se teď vrací na začátek a zase uzavírá". Autorem přebalu alba je filipínská malířka Camille Della Rosa. Tento obraz podle Kissera vznikl dokonce již v roce 2010. Tuto nahrávku kapela na rozdíl od předchozích alb pojala novým způsobem. Zároveň se na desce objevil také specifický zvuk Sepultury.
První singl vyšel 10. listopadu. Jednalo se o píseň „I Am the Enemy“, ke které o měsíc později vyšlo také lyric video. 22. prosince vyšel formou videoklipu druhý singl „Phantom Self“.

## Seznam skladeb
Všechny skladby napsal(i) Sepultura. 
| Pořadí         | Název                                                                                 | Délka |
| -------------- | ------------------------------------------------------------------------------------- | ----- |
| 1.             | Machine Messiah                                                                       | 5:54  |
| 2.             | I Am the Enemy                                                                        | 2:27  |
| 3.             | Phantom Self                                                                          | 5:30  |
| 4.             | Alethea                                                                               | 4:31  |
| 5.             | Iceberg Dances                                                                        | 4:41  |
| 6.             | Sworn Oath                                                                            | 6:09  |
| 7.             | Resistant Parasites                                                                   | 4:58  |
| 8.             | Silent Violence                                                                       | 3:46  |
| 9.             | Vandals Nest                                                                          | 2:47  |
| 10.            | Cyber God                                                                             | 5:22  |
| 11.            | Chosen Skin (bonusová píseň)                                                          | 3:17  |
| 12.            | Ultraseven no Uta (The Echoes & Misuzu Children's Choral Group cover; bonusová píseň) | 1:18  |
| Celková délka: | Celková délka:                                                                        | 50:40 |

## Obsazení
- Derrick Green – zpěv
- Andreas Kisser – kytara
- Paulo Jr. – basová kytara
- Eloy Casagrande – bicí, perkuse